# Elvis (album, 1973)
Ne doit pas être confondu avec Elvis (album, 1956).
Albums de Elvis Presley
Aloha From Hawaii : Via Satellite
(1973) Raised on Rock
(1973)
Elvis est un album d'Elvis Presley sorti en juillet 1973.

## Titres

### Face 1
1. Fool (James Last, Carl Sigman) – 2:40
2. Where Do I Go from Here? (Paul Williams) – 2:38
3. Love Me, Love the Life I Lead (Roger Greenaway, Tony Macaulay) – 3:03
4. It's Still Here (Ivory Joe Hunter) – 2:04
5. It's Impossible (Armando Manzanero, Sid Wayne) – 2:51

### Face 2
1. (That's What You Get) For Lovin' Me (Gordon Lightfoot) – 2:06
2. Padre (Jacques Larue, Paul Francis Webster, Alain Romans) – 2:28
3. I'll Take You Home Again, Kathleen (Thomas Paine Westendorf) – 2:23
4. I Will Be True (Ivory Joe Hunter) – 2:30
5. Don't Think Twice, It's All Right (Bob Dylan) – 2:42

## Musiciens
- Elvis Presley : chant, guitare
- James Burton, Chip Young, Joe Esposito, Charlie Hodge, John Wilkinson : guitare
- Emory Gordy Jr., Norbert Putnam, Jerry Scheff : basse
- Kenny Buttrey, Jerry Carrigan, Ron Tutt : batterie
- David Briggs, Glen Hardin : piano
- Charlie McCoy : harmonica
- Joe Guercio : chef d'orchestre
- The Sweet Inspirations, The Imperials Quartet, Joe Babcock, Delores Edgin, Ginger Holladay, Millie Kirkham, June Page, Temple Riser, J. D. Sumner, Hurshel Wiginton, Mary Holliday, Kathy Westmoreland : chœurs